# Các tác phẩm của San Holo
Danh sách các bài nhạc của DJ, nhạc sĩ, nhà sản xuất âm nhạc San Holo bao gồm 2 album phòng thu, 8 EPs, 58 bài nhạc original, 20 bản remix và 5 bài nhạc được mời hợp tác.
Vào năm 2016, đĩa đơn "Light" của San Holo đạt vị trí #13 trên bảng xếp hạng US Dance, và được Chứng nhận Vàng ở Mỹ. Đó cũng là đĩa đơn đầu tiên của San Holo làm được điều này. Anh cũng đã quay lại bảng xếp hạng này với "The Future" đạt vị trí #50, "Lift Me from the Ground" đạt vị trí #39, và "brighter days" ở vị trí #49. Album đầu tay của San Holo, album1, bao gồm bài "show me", bài nhạc đã đạt vị trí #42 trên bảng xếp hạng Dance/Electronic Songs của Billboard vào năm 2018.
Ở Hà Lan, "I Still See Your Face" đạt vị trí #29 trên bảng xếp hạng Dutch Top 40.

## Album phòng thu
| Tựa đề                  | Chi tiết | Vị trí trên bảng xếp hạng | Vị trí trên bảng xếp hạng | Vị trí trên bảng xếp hạng |
| Tựa đề                  | Chi tiết | US Dance                  | US Heat                   | NLD                       |
| ----------------------- | --- | ------------------------- | ------------------------- | ------------------------- |
| album1                  | - Phát hành: 21 tháng 9 năm 2018 - Hãng phát hành: bitbird - Định dạng: Digital download                               | 7                         | 20                        | 80                        |
| bb u ok?                | - Phát hành: 4 tháng 6 năm 2021 - Hãng phát hành: bitbird, Counter Records, Liquid State - Định dạng: Digital download | 3                         | 5                         | —                         |
| Existential Dance Music | - Dự kiến phát hành: Mùa thu năm 2023 - Hãng phát hành: Helix Records - Định dạng: Digital download                    | Sắp phát hành             | Sắp phát hành             | Sắp phát hành             |

## EP
| Tựa đề                                        | Chi tiết                                                                                           |
| --------------------------------------------- | -------------------------------------------------------------------------------------------------- |
| Corellia                                      | - Phát hành: 26 tháng 3 năm 2013 - Hãng phát hành: N/A - Định dạng: Digital download               |
| Demons                                        | - Phát hành: 10 tháng 10 năm 2013 - Hãng phát hành: N/A - Định dạng: Digital download              |
| Cosmos                                        | - Phát hành: 18 tháng 9 năm 2014 - Hãng phát hành: Heroic Recordings - Định dạng: Digital download |
| Victory                                       | - Phát hành: 25 tháng 5 năm 2015 - Hãng phát hành: Monstercat - Định dạng: Digital download        |
| New Sky                                       | - Phát hành: 11 tháng 3 năm 2016 - Hãng phát hành: Monstercat - Định dạng: Digital download        |
| The Trip                                      | - Phát hành: 26 tháng 12 năm 2017 - Hãng phát hành: bitbird - Định dạng: Digital download          |
| Create Create Create (với nghệ danh Casilofi) | - Phát hành 28 tháng 12 năm 2018 - Hãng phát hành: bitbird - Định dạng: Digital download           |
| stay vibrant                                  | - Phát hành 27 tháng 3 năm 2020 - Hãng phát hành: bitbird - Định dạng: Digital download            |

## Các bài nhạc
| Năm                                                                                                | Tựa đề                                                                                            | Vị trí trên bảng xếp hạng | Vị trí trên bảng xếp hạng | Vị trí trên bảng xếp hạng | Chứng nhận                        | Album/EP                      |
| Năm                                                                                                | Tựa đề                                                                                            | NL 40                     | NZ Hot                    | US Dance                  | Chứng nhận                        | Album/EP                      |
| -------------------------------------------------------------------------------------------------- | ------------------------------------------------------------------------------------------------- | ------------------------- | ------------------------- | ------------------------- | --------------------------------- | ----------------------------- |
| 2014                                                                                               | "You Don't Know" (with Boehmer)                                                                   | —                         | —                         | —                         |                                   | Đĩa đơn không nằm trong album |
| 2015                                                                                               | "We Rise"                                                                                         | —                         | —                         | —                         |                                   | Đĩa đơn không nằm trong album |
| 2015                                                                                               | "Dump It" (with TWRK)                                                                             | —                         | —                         | —                         |                                   | We Are Twrk                   |
| 2015                                                                                               | "Can't Forget You" (featuring The Nicholas)                                                       | —                         | —                         | —                         |                                   | Đĩa đơn không nằm trong album |
| 2015                                                                                               | "Bwu"                                                                                             | —                         | —                         | —                         |                                   | Đĩa đơn không nằm trong album |
| 2015                                                                                               | "IMISSU"                                                                                          | —                         | —                         | —                         |                                   | Đĩa đơn không nằm trong album |
| 2016                                                                                               | "Alright" (with Yellow Claw)                                                                      | —                         | —                         | —                         |                                   | Đĩa đơn không nằm trong album |
| 2016                                                                                               | "New Sky"                                                                                         | —                         | —                         | —                         |                                   | New Sky                       |
| 2016                                                                                               | "They Just Haven't Seen It" (featuring The Nicholas)                                              | —                         | —                         | —                         |                                   | New Sky                       |
| 2016                                                                                               | "Still Looking"                                                                                   | —                         | —                         | —                         |                                   | Gouldian Finch Vol. 1         |
| 2016                                                                                               | "RAW"                                                                                             | —                         | —                         | —                         |                                   | Đĩa đơn không nằm trong album |
| 2016                                                                                               | "Who Am I" (with Cesqeaux)                                                                        | —                         | —                         | —                         |                                   | Đĩa đơn không nằm trong album |
| 2016                                                                                               | "Old Days" (with Yellow Claw)                                                                     | —                         | —                         | —                         |                                   | The Barong Family Album       |
| 2016                                                                                               | "OK!" (with Jauz)                                                                                 | —                         | —                         | —                         |                                   | Đĩa đơn không nằm trong album |
| 2016                                                                                               | "Light"                                                                                           | —                         | —                         | 13                        | - Music Canada: Gold - RIAA: Gold | Đĩa đơn không nằm trong album |
| 2017                                                                                               | "Lines of the Broken" (with Droeloe, featuring CUT_)                                              | —                         | —                         | —                         |                                   | Đĩa đơn không nằm trong album |
| 2017                                                                                               | "The Future" (featuring James Vincent McMorrow)                                                   | —                         | —                         | 50                        |                                   | Đĩa đơn không nằm trong album |
| 2017                                                                                               | "I Still See Your Face"                                                                           | 29                        | —                         | —                         |                                   | Gouldian Finch Vol. 2         |
| 2017                                                                                               | "If Only" (featuring Eastghost, Analogue Dear, Taska Black, Droeloe, Losi, ILIVEHERE., and GOSLO) | —                         | —                         | —                         |                                   | Gouldian Finch Vol. 2         |
| 2017                                                                                               | "One Thing"                                                                                       | —                         | —                         | —                         |                                   | Đĩa đơn không nằm trong album |
| 2017                                                                                               | "trip"                                                                                            | —                         | —                         | —                         |                                   | The Trip EP                   |
| 2017                                                                                               | "b song"                                                                                          | —                         | —                         | —                         |                                   | The Trip EP                   |
| 2017                                                                                               | "self-love"                                                                                       | —                         | —                         | —                         |                                   | The Trip EP                   |
| 2017                                                                                               | "ty"                                                                                              | —                         | —                         | —                         |                                   | The Trip EP                   |
| 2018                                                                                               | "If You Only Knew" (with What So Not featuring Daniel Johns)                                      | —                         | —                         | —                         |                                   | Not All the Beautiful Things  |
| 2018                                                                                               | "Right Here, Right Now" (featuring Taska Black)                                                   | 16                        | —                         | —                         |                                   | Đĩa đơn không nằm trong album |
| 2018                                                                                               | "Summertime" (with Yellow Claw)                                                                   | —                         | —                         | 39                        |                                   | Đĩa đơn không nằm trong album |
| 2018                                                                                               | "Take Me Home" (with Duskus)                                                                      | —                         | —                         | —                         |                                   | Cute EP                       |
| 2018                                                                                               | "worthy"                                                                                          | —                         | —                         | —                         |                                   | album1                        |
| 2018                                                                                               | "lift me from the ground" (featuring Sofie Winterson)                                             | —                         | —                         | 39                        |                                   | album1                        |
| 2018                                                                                               | "brighter days" (featuring Bipolar Sunshine)                                                      | —                         | —                         | 49                        |                                   | album1                        |
| 2018                                                                                               | "Forever Free" (featuring Duskus)                                                                 | —                         | —                         | —                         |                                   | album1                        |
| 2018                                                                                               | "Surface" (featuring Caspian and Fazerdaze)                                                       | —                         | —                         | —                         |                                   | album1                        |
| 2018                                                                                               | "Voices in My Head" (featuring The Nicholas)                                                      | —                         | —                         | —                         |                                   | album1                        |
| 2018                                                                                               | "show me"                                                                                         | —                         | —                         | 42                        |                                   | album1                        |
| 2019                                                                                               | "Lead Me Back"                                                                                    | —                         | —                         | 49                        |                                   | Đĩa đơn không nằm trong album |
| 2019                                                                                               | "Lost Lately"                                                                                     | —                         | —                         | —                         |                                   | Đĩa đơn không nằm trong album |
| 2020                                                                                               | "Honest" (featuring Broods)                                                                       | —                         | 34                        | 25                        |                                   | Đĩa đơn không nằm trong album |
| 2020                                                                                               | "(if only i could) hold you"                                                                      | —                         | —                         | —                         |                                   | stay vibrant EP               |
| 2020                                                                                               | "don't forget to breathe today"                                                                   | —                         | —                         | —                         |                                   | stay vibrant EP               |
| 2020                                                                                               | "in the end i just want you to be happy"                                                          | —                         | —                         | —                         |                                   | stay vibrant EP               |
| 2020                                                                                               | "idk anything (demo)"                                                                             | —                         | —                         | —                         |                                   | stay vibrant EP               |
| 2020                                                                                               | "in case i never see you again..."                                                                | —                         | —                         | —                         |                                   | stay vibrant EP               |
| 2020                                                                                               | "we're all just on our way home"                                                                  | —                         | —                         | —                         |                                   | stay vibrant EP               |
| 2020                                                                                               | "staring at the sea without you next to me"                                                       | —                         | —                         | —                         |                                   | stay vibrant EP               |
| 2020                                                                                               | "bb u ok?"                                                                                        | —                         | —                         | 32                        |                                   | bb u ok?                      |
| 2021                                                                                               | "find your way" (featuring Bipolar Sunshine)                                                      | —                         | —                         | —                         |                                   | bb u ok?                      |
| 2021                                                                                               | "IT HURTS!"                                                                                       | —                         | —                         | 41                        |                                   | bb u ok?                      |
| 2021                                                                                               | "black & white"                                                                                   | —                         | —                         | —                         |                                   | bb u ok?                      |
| 2021                                                                                               | "MY FAULT"                                                                                        | —                         | —                         | —                         |                                   | bb u ok?                      |
| 2021                                                                                               | "you’ve changed, i’ve changed" (featuring Chet Porter)                                            | —                         | —                         | —                         |                                   | bb u ok?                      |
| 2022                                                                                               | "We Will Meet Again" (with Jai Wolf)                                                              | —                         | —                         | 39                        |                                   | Đĩa đơn không nằm trong album |
| 2022                                                                                               | "All The Highs"                                                                                   | —                         | —                         | —                         |                                   | Đĩa đơn không nằm trong album |
| 2022                                                                                               | "i don't feel anything anymore"                                                                   | —                         | —                         | —                         |                                   | Đĩa đơn không nằm trong album |
| 2022                                                                                               | "keep you to myself"                                                                              | —                         | —                         | —                         |                                   | Đĩa đơn không nằm trong album |
| 2023                                                                                               | "DON'T LOOK DOWN" (ft. Lizzy Land)                                                                | —                         | —                         | —                         |                                   | Đĩa đơn không nằm trong album |
| 2023                                                                                               | "Out of Options" (with midwxst)                                                                   | —                         | —                         | —                         |                                   | Đĩa đơn không nằm trong album |
| 2023                                                                                               | "BRING BACK THE COLOR" (ft. AURORA) (ft. Lizzy Land)                                              | —                         | —                         | —                         |                                   | Đĩa đơn không nằm trong album |
| "—" biểu thị các bài nhạc không lọt vào các bảng xếp hạng hoặc không được phát hành ở lãnh thổ đó. |                                                                                                   |                           |                           |                           |                                   |                               |

### Với tư cách nghệ sĩ khách mời
| Năm  | Tựa đề                                                |
| ---- | ----------------------------------------------------- |
| 2014 | "Beautiful" (The Nicholas featuring San Holo)         |
| 2015 | "Smile On Your Face" (Point Point featuring San Holo) |
| 2016 | "Pocket" (The Nicholas, produced with San Holo)       |
| 2018 | "Happy Now" (Slander, produced with San Holo)         |
| 2018 | "Shibuya" (Covet featuring San Holo)                  |

1. ↑  Fazerdaze không có tên trên tiêu đề bài nhạc
2. ↑  San Holo không có tên trên tiêu đề bài nhạc

## Các bản remix
| Năm  | Tựa đề                 | Tác giả gốc                                         | Album                         |
| ---- | ---------------------- | --------------------------------------------------- | ----------------------------- |
| 2014 | "Double Oreo"          | Point Point                                         | Đĩa đơn không nằm trong album |
| 2014 | "The Next Episode"     | Dr. Dre (ft. Snoop Dogg)                            | Đĩa đơn không nằm trong album |
| 2014 | "Holding U"            | Autolaser                                           | Đĩa đơn không nằm trong album |
| 2015 | "So High"              | Doja Cat                                            | Đĩa đơn không nằm trong album |
| 2015 | "Afterlife"            | Tchami (ft. Stacy Barthe)                           | Đĩa đơn không nằm trong album |
| 2015 | "CoCo"                 | O.T Genasis                                         | Đĩa đơn không nằm trong album |
| 2015 | "Ms. Jackson"          | Outkast                                             | Đĩa đơn không nằm trong album |
| 2015 | "In Da Club"           | 50 Cent                                             | Đĩa đơn không nằm trong album |
| 2015 | "Lose Yourself"        | Eminem                                              | Đĩa đơn không nằm trong album |
| 2015 | "Ride Wit Me"          | Nelly                                               | Đĩa đơn không nằm trong album |
| 2015 | "I Wish"               | Skee-lo                                             | Đĩa đơn không nằm trong album |
| 2015 | "Song 2"               | Blur                                                | Đĩa đơn không nằm trong album |
| 2015 | "Natural Light"        | Porter Robinson                                     | Worlds Remixed                |
| 2015 | "Gettin' Jiggy Wit It" | Will Smith                                          | Đĩa đơn không nằm trong album |
| 2016 | "Middle"               | DJ Snake                                            | Đĩa đơn không nằm trong album |
| 2016 | "In My Room"           | Yellow Claw & DJ Mustard (ft. Ty Dolla $ign & Tyga) | Đĩa đơn không nằm trong album |
| 2016 | "I'm God"              | Clams Casino                                        | Đĩa đơn không nằm trong album |
| 2018 | "Ready Yet"            | Sasha Sloan                                         | Đĩa đơn không nằm trong album |
| 2021 | "Loverboy"             | A-Wall                                              | Đĩa đơn không nằm trong album |
| 2023 | "Rumble"               | Skrillex, Fred Again.. & Flowdan                    | Đĩa đơn không nằm trong album |